# Camarón de la Isla

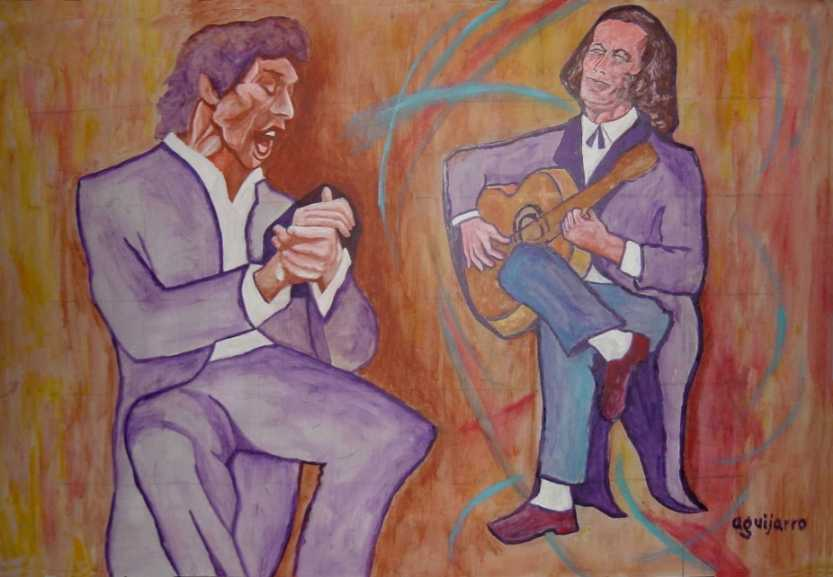
Camarón de la Isla

Camarón de la Isla, właściwie José Monge Cruz (ur. 5 grudnia 1950 w San Fernando, zm. 2 lipca 1992 w Badalonie) – jeden z największych śpiewaków w historii flamenco.
Urodził się w 1950 roku w miejscowości San Fernando pod Kadyksem w biednej romskiej rodzinie. Naprawdę nazywał się José Monge Cruz, swój przydomek Camarón (krewetka) zawdzięcza jasnym włosom i karnacji. Już w wieku 8 lat zaczął występować publicznie i zarabiać pierwsze pieniądze. W 16 roku życia zwyciężył w konkursie śpiewu flamenco (Festival de Cante Jondo de Mairena del Alcor). Później przeniósł się do Madrytu i tam zaczął zarabiać w miejscowych tablaos akompaniując palmas (klaskaniem) tancerzom.
W Madrycie zawarł przyjaźń z wielkim już wówczas gitarzystą Paco de Lucią i wkrótce nagrał z nim swoją pierwszą płytę (1968), zdobywając od razu wielkie uznanie i rozpoczynając błyskotliwą karierę. Po nagraniu 10 płyt z Paco, uznawanych dzisiaj za klasykę flamenco, rozpoczął swoją karierę solową nagrywając w 1979 rewolucyjną płytę „La Leyenda del tiempo”, inspirowaną poezją Garcia Lorki. Połączył na niej swój klasyczny śpiew flamenco z elementami jazzu i innych prądów współczesnej muzyki, w nagraniach wykorzystano m.in. indyjski sitar, perkusję, gitarę elektryczną, bas, klawisze. Początkowo zostało to bardzo źle odebrane przez purystów flamenco, jednak z czasem okazało się, że było to dzieło, które dzisiaj jest uznawane za jedno z przełomowych dla rozwoju tej muzyki.
W latach 80. umocnił swoją pozycję najważniejszego śpiewaka flamenco, nagrywając doskonałe pod względem muzycznym i bardzo przebojowe płyty ze świetnymi gitarzystami Paco de Lucią, Tomatito oraz basistą Carlosem Benaventem. W drugiej połowie tej dekady koncertował razem z Tomatito we Francji, gdzie odniósł wielki sukces i zdobył międzynarodową sławę. Dzięki niemu flamenco stało się tak bardzo popularne poza granicami Hiszpanii. W roku 1989 został zaproszony do współpracy przez Royal Philharmonic Orchestra, w wyniku czego powstała wspaniała płyta „Soy gitano” (najlepiej sprzedająca się w historii flamenco i jednocześnie najdroższa w produkcji). W tym okresie określany był już jako fenomen społeczny, na jego koncerty przychodziły tłumy ludzi niezorientowanych we flamenco, ale chcących zobaczyć Camaróna. Romskie matki przynosiły do niego swoje dzieci, by je uzdrowił dotykiem.
Człowiek określany mianem „boga flamenco” zmarł przedwcześnie. W 1992 roku – już ciężko chory na raka płuc, do czego mogły się przyczynić nałogowe palenie papierosów i nadużywanie narkotyków – nagrał ostatni album „Potro de rabia y miel”, a kilka miesięcy później umarł w szpitalu w Badalonie (koło Barcelony). Na jego pogrzeb na cmentarzu w San Fernando przyszło ponad sto tysięcy ludzi. Pozostawił po sobie spuściznę w postaci 20 płyt, z których każdą można określić jako wielki krok naprzód w historii flamenco. Podziw budzi moc głosu Camaróna oraz jego perfekcyjne opanowanie wszystkich stylów flamenco, szczególnie tego najbardziej ekspresywnego – bulerii. Camarón jest dzisiaj największą legendą flamenco, a jego wpływ na aktualny obraz tej muzyki jest nieoceniony.
Dyskografia:
- 1969 – Con la colaboración especial de Paco de Lucia
- 1970 – Cada vez que nos miramos
- 1971 – Son Tus Ojos Dos Estrellas
- 1972 – Canastera
- 1973 – Caminito de Totana
- 1974 – Soy caminante
- 1975 – Arte y majestad
- 1976 – Rosa Maria
- 1977 – Castillo de arena
- 1979 – La leyenda del tiempo
- 1981 – Como el agua
- 1983 – Calle real
- 1984 – Viviré
- 1986 – Te lo dice Camarón
- 1987 – Flamenco vivo
- 1987 – París 1987
- 1989 – Soy gitano
- 1992 – Potro de rabia u miel